# Deroceras rodnae
Deroceras rodnae е вид коремоного от семейство Agriolimacidae.

## Разпространение
Видът е разпространен в Румъния, Украйна, Словакия, Полша, Чехия, Унгария, Австрия, Швейцария, Германия, Хърватия и Франция.